# Patrick Devlin
Patrick Arthur Devlin, Baron Devlin (ur. 25 listopada 1905, zm. 9 sierpnia 1992) – brytyjski adwokat i sędzia. Napisał raport o brytyjskiej działalności w Nyasaland w 1959 roku. W 1985 roku był pierwszym brytyjskim sędzią, który napisał książkę o rozprawie, której sam przewodniczył – proces seryjnego mordercy Johna Bodkina Adamsa w 1957 roku.

## Życiorys
Patrick Devlin urodził się w Chislehurst, Kent. Jego ojcem był architektem wyznania rzymsko-katolickiego, którego ojciec pochodził z Hrabstwa Tyrone, jego matka natomiast wyznawała protestantyzm, pochodziła z Aberdeen. W 1909 roku, kilka lat po narodzinach Devlina, rodzina przeprowadziła się do miejsca urodzin jego matki. Dzieci były wychowywane jako katolicy, dwie siostry Devlina wstąpiły do zakonu, a brat został księdzem jezuitą (jego drugi brat był aktorem). Patrick Devlin dołączył do zakonu dominikanów jako nowicjusz po ukończeniu szkoły jezuitów Stonyhurst College, jednak po roku opuścił zakon, aby rozpocząć naukę w Kolegium Chrystusowym w Cambridge.
Na Uniwersytecie Cambridge, Devlin czytał zarówno historię jak i prawo, szkołę ukończył w 1927 roku, wstąpił do Gray's Inn i zdał egzamin adwokacki w 1929. Pracował jako praktykant dla Williama Jowitta, prokuratora generalnego, a w późnych latach 30. został wziętym radcą prawnym przedsiębiorstwa. Podczas drugiej wojny światowej pracował dla różnych ministerstw Parlamentu UK, w 1948 roku Jowitt, wtedy (Lord Kanclerz) mianował (wtedy 42-letniego) Devlina sędzią Sądu Najwyższego, drugim najmłodszym, który otrzymał taki tytuł w XX wieku. W tym samym roku Devlin otrzymał tytuł szlachecki.
W 1960 roku Devlin został mianowany Sędzią Sądu Apelacyjnego, rok później został sędzią sądu najwyższego i dożywotnim członkiem Izby Lordów jako Baron Devlin, miastu West Wick w hrabstwie Wiltshire. Na emeryturę przeszedł w 1964 roku, w wieku 58 lat, po przepracowaniu minimalnego okresu 15 lat, po którym przyznaje się pełną emeryturę sędziowską. Mówi się, że jego przejście na emeryturę częściowo spowodowane było jego głuchotą i znudzeniem dużą ilością spraw podatkowych, które trafiały do Izby Lordów. On sam wyjaśnił w wywiadzie: "Byłem niezwykle szczęśliwy jako sędzia pierwszej instancji. Natomiast nigdy nie czułem się szczęśliwy jako sędzia apelacyjny [...] przez większość czasu praca ta była niesamowicie ponura.. Wszystkie te sprawy podatkowe...."
Po emeryturze Baron Devlin był sędzią sądu Międzynarodowej Organizacji Pracy do 1986 roku. Był również przewodniczącym Komisji Skarg Prasowych od 1964–69 oraz Wielkim Stewardem Uniwersytetu Cambridge od 1966-91. Ponadto spędzał czas na pisaniu o prawie i historii, zwłaszcza o wzajemnym oddziaływaniu prawa i filozofii moralnej oraz o znaczeniu ławy przysięgłych. Był aktywny w kampaniach na rzecz ponownego otwarcia spraw Guildford Four i Maguire Seven. Zmarł w wieku 86 w miastu Kennet, Wiltshire.

## Słynne sprawy sądowe

### John Bodkin Adams
Spośród wielu spraw handlowych i kryminalnych, którym przewodniczył Devlin, jedną z najbardziej znanych był proces Johna Bodkina Adamsa w 1957 roku, lekarza z miasta Eastbourne oskarżonego o morderstwo dwóch pacjentów – wdów Edith Alice Morrell i Gertrude Hullett, jedna z nich była w podeszłym wieku. Był on sądzony i, mimo kontrowersji, został uznany za niewinnego zarzutów pierwszego oskarżenia, a oskarżyciel – Prokurator Generalny, Sir Reginald Manningham-Buller – wniósł o umorzenie sprawy nolle prosequi odnośnie do drugiego oskarżenia, co wywołało jeszcze większe kontrowersje. Devlin określił to później jako "pogwałcenie procesu".
Devlin otrzymał również telefon od Lord Chief Justice (Lorda Naczelnego Sędziego) Rayner Goddard, podczas gdy ława przysięgłych rozważała swój werdykt w sprawie oskarżenia Morrella. W przypadku uniewinnienia Adamsa, Goddard poprosił Devlina, by wziął pod uwagę zwolnienie Adamsa za kaucją przed procesem Hulletta, który zaraz po tym miał się rozpocząć. Devlin był zaskoczony, ponieważ nikt oskarżony o morderstwo nigdy w historii sądownictwa Wielkiej Brytanii nie został zwolniony za kaucją. Nie wiedział, że Goddard jadł obiad z bliskim przyjacielem obrońcy Rolandem Gwynne'em w hotelu w miastu Lewes przed rozpoczęciem procesu. Patolog Francis Camps podejrzewał Adamsa o zabicie 163 pacjentów.
W 1985 roku, dwa lata po śmierci Adamsa, Devlin napisał sprawozdanie z procesu Easing the Passing – pierwszą taką książkę w historii Wielkiej Brytanii napisaną przez sędziego, w której sędzia komentował przypadki, w których sam orzekał.

#### Reakcja naEasing the Passing
Publikacja Easing the Passing wywołała wiele kontrowersji wśród prawników. Nie wszyscy pochwalali sędziego piszącego o sprawie, której sam przewodniczył, podczas gdy inni nie popierali krytyki Devlina dotyczącej nastawienia Manninghama-Bullera do sprawy. Lord Hailsham ocenił wartość książki w rozmowie z sędzim Johnem Bakerem: "Nie powinien był nigdy tego napisać", ale potem dodał ze śmiechem, "Ale, to czyta się świetnie ".

## Raport Wolfendena
Po Raporcie Wolfendena w 1957 roku, Devlin opowiedział się po stronie Jamesa Fitzjamesa Stephena. Utrzymywał, że powinno się pozwolić, by tzw. moralność publiczna wpływała na stanowienie prawa, oraz że nawet prywatne czyny powinny podlegać karze, jeśli zostały uznane za moralnie niedopuszczalne przez "człowieka rozsądnego", aby zachować moralną strukturę społeczeństwa. „Człowiek rozsądny" Devlina był osobą, która reprezentowała powszechnie przyjęte poglądy, niekoniecznie zaczerpnięte z samego rozumu. H. L. A. Hart wspierał pogląd przeciwny raportowi (a wywodzący się z myśli Johna Stuarta Milla), że prawo nie ma żadnego interesu, by wpływać na czyny prywatne, które nikomu nie szkodzą. Argument Devlina został rozwinięty w jego książce z 1965 roku The Enforcement of Morals ("Wymuszanie Moralności"). W wyniku jego popularnej debaty z Devlinem na temat roli prawa karnego w wymuszaniu norm moralnych Hart napisał Law, Liberty and Morality ("Prawo, Wolność i Moralność") w 1963, a następnie i The Morality of the Criminal Law ("Moralność Prawa Karnego") dwa lata później.
Devlin twierdził, że istnienie społeczeństwa zależy od utrzymania wspólnych wartości politycznych i moralnych. Naruszenie wspólnej moralności rozluźnia jeden z więzów jakie scalają społeczeństwo w jedną całość, a przez to zagraża mu dezintegracją. Devlin zaproponował moralność publiczną, która w pewnych sytuacjach byłaby ważniejsza od subiektywnych lub prywatnych opinii. Twierdził, że skoro atak na “moralność konstytucyjną społeczeństwa” zagroziłaby społeczeństwu dezintegracją, takie czyny nie mogłyby być wolne od publicznej analizy i kary z racji, że są w pełni prywatnymi czynami. Zdaniem Devlina czyny homoseksualne są zagrożeniem dla moralności społeczeństwa. Krótko mówiąc, utrzymywał, że interwencja prawna jest niezbędna, by zapewnić zarówno indywidualne, jak i grupowe przetrwanie oraz aby zapobiec dezintegracji społeczeństwa z powodu utraty jedności społecznej.
Devlin wierzył, że "granice tolerancji" osiąga się, gdy uczucia zwykłego człowieka względem pewnych rodzaju czynów i zachowań wywołują pewne natężenie "nietolerancji, oburzenia i wstrętu". Jeśli, przykładowo, pogląd, że homoseksualizm jest "wadą tak odrażającą, że sama jego obecność jest obraźliwa" jest szczerym odczuciem społeczeństwa, wtedy społeczeństwo może homoseksualizm wyeliminować. Z czasem poglądy Devlina ewoluowały. Napisał list do The Times (11 maja 1965), w którym domagał się wprowadzenia reform Wolfendena.
Filozof Joel Feinberg stwierdził, że dla młodego czytelnika odpowiedzi Devlina na argumenty Harta "wydają się być pobieżne i powierzchowne", a większość czytelników "prawdopodobnie dojdzie do wniosku, że nie ma takiej tezy jak ocalała teza Devlina na temat dezintegracji społecznej, jego analogie do politycznej działalności wywrotowej i zdrady stanu, jego koncepcja natury popularnej filozofii moralnej oraz sposobu, jak ustalić przekazanie jej lub w jak małym zakresie dopuszcza on możliwość naturalnej zmiany moralnej". Feinberg przyznaje, że Devlin stawia najważniejsze wyzwanie liberalizmowi w sformułowaniu argumentu odnośnie do kwestii, dlaczego "traktujemy większą naganę moralną [...] jako czynnik obciążający, a mniejszą naganę moralną jako czynnik łagodzący w chwili wymierzania kary".

## Nyasaland
W 1959 roku Devlinowi zostało powierzone przez premiera Harolda Macmillana, zadanie opracowania raportu na temat policji w Nyasaland (Malawi). Okazał się jednak bardzo krytyczny w swojej ocenie metod używanych przez służby państwowe. Reakcją premiera Macmillana była krytyka niepochlebnego raportu Devlina. Zarzucił mu, że płynie w nim "krew, która czyni Irlandczyków przeciwnikami rządu z zasady" dodając, że treść raportu jest konsekwencją jego "niezwykłego rozczarowanym z racji nieotrzymania tytułu Lorda Naczelnego Sędziego". Nazwał go również "garbusem". W odpowiedzi na Raport Devlina rząd pospiesznie zamówił konkurencyjny raport, Armitage Report, który dostarczono w lipcu tego samego roku przywracając tam rządy brytyjskie. Wywołało to po raz kolejny kontrowersje, a Bernard Levin stwierdził, że "rząd nie zaakceptował Raportu Devlina, ponieważ raport ten mówił prawdę".

## Książki autorstwa Devlina
- Devlin, The Hon. Sir Patrick, Trial by Jury, London, Stevens & Sons Ltd, 1956, 1966.
- Devlin, Patrick, The Enforcement of Morals, Oxford, Oxford University Press, 1965, 1968.
- Devlin, Patrick, Too proud to Fight, 1974 (biografia Woodrow Wilson).
- Devlin, Patrick, The Judge, Oxford, Oxford University Press, 1979, 1981.
- Devlin, Patrick, Easing the Passing, London, The Bodley Head, 1985.

## Rodzina
Patrick Devlin poślubił Madeleine Oppenheimer w 1932 roku; mieli sześcioro dzieci. W 2021 jego córka Clare wyznała, że ojciec wykorzystywał ją seksualnie od 7 roku życia do nastoletniości.